# Sydney Tennis Classic 2022
Sydney Tennis Classic 2022 byl společný tenisový turnaj mužského okruhu ATP Tour a ženského okruhu WTA Tour, hraný v areálu NSW Tennis Centre na otevřených dvorcích s tvrdým povrchem GreenSet. Konal se jako 128. ročník turnaje ve druhém týdnu sezóny mezi 10. až 15. lednem 2022 v jihoaustralském Sydney, metropoli Nového Jižního Walesu. V letech 2020–2021 událost neprobíhala.
Mužská polovina s dotací 521 000 amerických dolarů patřila do kategorie ATP Tour 250. Ženská část s rozpočtem 703 580 dolarů se řadila do kategorie WTA 500. V rámci australské letní sezóny turnaj představoval závěrečnou přípravu na úvodní grandslam roku Australian Open. Nejvýše nasazenými tenisty v singlových soutěžích se stali dvacátý hráč světa Aslan Karacev z Ruska a mezi ženami španělská světová trojka Garbiñe Muguruzaová. Jako poslední přímí účastníci do dvouher nastoupili francouzský 71. tenista žebříčku Adrian Mannarino a 74. žena klasifikace Caroline Garciaová z Francie.
Třetí singlový titul na okruhu ATP Tour vybojoval Rus Aslan Karacev. Obdobně třetí triumf na okruhu WTA Tour si připsala španělská světová devítka Paula Badosová, která o výhře rozhodla až vítězným tiebreakem v rozhodující sadě finále. Šňůru vyhraných zkrácených her tak navýšila na deset. Ženský debl ovládla kazachstánsko-brazilská dvojice Anna Danilinová a Beatriz Haddad Maiová, jejíž členky si odvezly premiérovou trofej jako pár. Mužskou čtyřhru ovládl australsko-slovenský pár John Peers a Filip Polášek, jehož členové získali druhou společnou trofej.

## Rozdělení bodů a finančních odměn

### Rozdělení bodů
| Soutěž       | vítězové | finalisté | semifinalisté | čtvrtfinalisté | 16 v kole | 32 v kole | Q  | Q2 | Q1 |
| ------------ | -------- | --------- | ------------- | -------------- | --------- | --------- | -- | -- | -- |
| dvouhra mužů | 250      | 150       | 90            | 45             | 20        | 0         | 12 | 6  | 0  |
| čtyřhra mužů | 250      | 150       | 90            | 45             | 0         | —         | —  | —  | —  |
| dvouhra žen  | 470      | 305       | 185           | 100            | 55        | 1         | 25 | 13 | 1  |
| čtyřhra žen  | 470      | 305       | 185           | 100            | 1         | —         | —  | —  | —  |

### Finanční odměny
| Soutěž                                  | vítězové  | finalisté | semifinalisté | čtvrtfinalisté | 16 v kole | 32 v kole | Q2      | Q1      |
| --------------------------------------- | --------- | --------- | ------------- | -------------- | --------- | --------- | ------- | ------- |
| dvouhra mužů                            | 87 370 $  | 48 365 $  | 27 220 $      | 15 490 $       | 8 890 $   | 5 200 $   | 2 540 $ | 1 320 $ |
| čtyřhra mužů                            | 23 370 $  | 13 210 $  | 7 630 $       | 4 320 $        | 2 540 $   | 1 520 $   | —       | —       |
| dvouhra žen                             | 108 000 $ | 66 800 $  | 39 000 $      | 18 685 $       | 10 000 $  | 6 750 $   | 5 020 $ | 2 585 $ |
| čtyřhra žen                             | 36 200 $  | 22 000 $  | 12 500 $      | 6 500 $        | 3 900 $   | —         | —       | —       |
| ve čtyřhrách jsou uváděny částky na pár |           |           |               |                |           |           |         |         |

## Dvouhra mužů

### Nasazení
| Stát                         | Hráč                | ATP | Nasazení |
| ---------------------------- | ------------------- | --- | -------- |
| Rusko                        | Aslan Karacev       | 18. | 1.       |
| Gruzie                       | Nikoloz Basilašvili | 22. | 2.       |
| USA                          | Reilly Opelka       | 26. | 3.       |
| Spojené království           | Dan Evans           | 25. | 4.       |
| Itálie                       | Lorenzo Sonego      | 27. | 5.       |
| Srbsko                       | Dušan Lajović       | 33. | 6.       |
| Itálie                       | Fabio Fognini       | 37. | 7.       |
| Belgie                       | David Goffin        | 39. | 8.       |
| Žebříček ATP k 3. lednu 2022 |                     |     |          |

### Jiné formy účasti

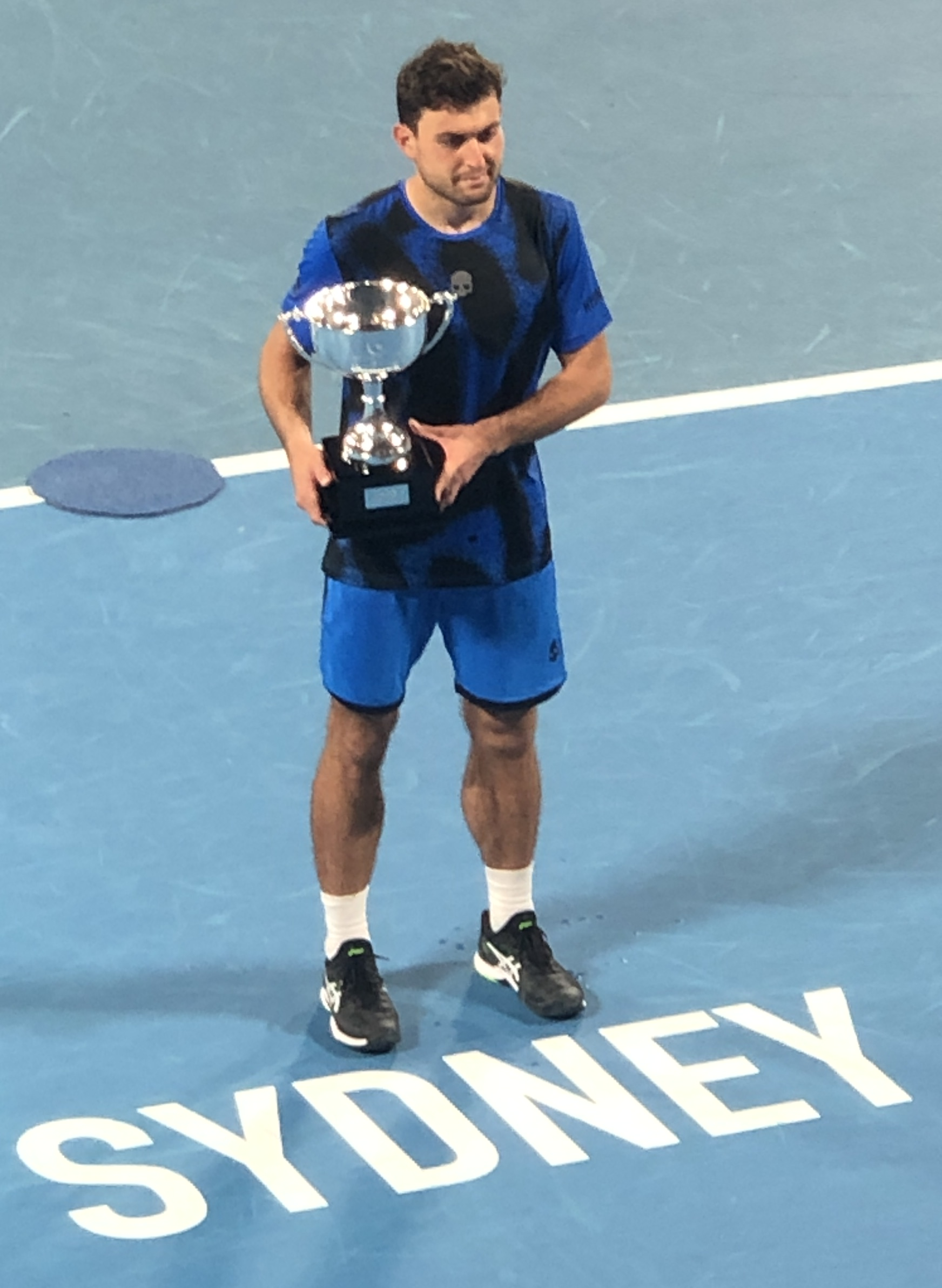
Aslan Karacev s trofejí

Následující hráčí obdrželi divokou kartu do hlavní soutěže:
- Nick Kyrgios[10]
- Andy Murray
- Jordan Thompson

Následující hráč obdržel do dvouhry zvláštní výjimku:
- Maxime Cressy

Následující hráčí postoupili z kvalifikace:
- Sebastián Báez
- Viktor Durasovic
- Christopher O'Connell
- Jiří Veselý

Následující hráčí postoupili z kvalifikace jako šťastní poražení:
- Daniel Altmaier
- Denis Kudla
- Stefano Travaglia

### Odhlášení
před zahájením turnaje
- Roberto Bautista Agut → nahradil jej  Alexei Popyrin
- Alex de Minaur → nahradil jej  Miomir Kecmanović
- Taylor Fritz → nahradil jej  Marcos Giron
- Cristian Garín → nahradil jej  Adrian Mannarino
- Ilja Ivaška → nahradil jej  Hugo Gaston
- Filip Krajinović → nahradil jej  Brandon Nakashima
- Nick Kyrgios → nahradil jej  Daniel Altmaier
- Kei Nišikori → nahradil jej   Stefano Travaglia
- Albert Ramos-Viñolas → nahradil jej  Denis Kudla
- Dominic Thiem → nahradil jej  Pedro Martínez

## Mužská čtyřhra

### Nasazení
| Stát                                                                                  | Hráč                 | Stát        | Hráč              | WTA | Nasazení |
| ------------------------------------------------------------------------------------- | -------------------- | ----------- | ----------------- | --- | -------- |
| Chorvatsko                                                                            | Nikola Mektić        | Chorvatsko  | Mate Pavić        | 3.  | 1.       |
| Kolumbie                                                                              | Juan Sebastián Cabal | Kolumbie    | Robert Farah      | 20. | 2.       |
| Austrálie                                                                             | John Peers           | Slovensko   | Filip Polášek     | 22. | 3.       |
| Německo                                                                               | Tim Pütz             | Nový Zéland | Michael Venus     | 33. | 4.       |
| Spojené království                                                                    | Jamie Murray         | Brazílie    | Bruno Soares      | 35. | 5.       |
| Německo                                                                               | Kevin Krawietz       | Německo     | Andreas Mies      | 63. | 6.       |
| Salvador                                                                              | Marcelo Arévalo      | Nizozemsko  | Jean-Julien Rojer | 69. | 7.       |
| Kazachstán                                                                            | Andrej Golubjev      | Chorvatsko  | Franko Škugor     | 81. | 8.       |
| Žebříček ATP k 3. lednu 2022; číslo je součtem žebříčkového postavení obou členů páru |                      |             |                   |     |          |

### Jiné formy účasti
Následující páry obdržely divokou kartu do čtyřhry:
- Moerani Bouzige /  Matthew Romios
- Nick Kyrgios /  Michail Pervolarakis

Následující pár nastoupil pod žebříčkovou ochranou:
- Daniel Altmaier /  Andreas Seppi

### Odhlášení
před zahájením turnaje
- Simone Bolelli /  Máximo González → nahradili je  Simone Bolelli /  Fabio Fognini
- Marco Cecchinato /  Andreas Seppi → nahradili je  Daniel Altmaier /  Andreas Seppi
- Marcus Daniell /  Marcelo Demoliner → nahradili je  Marcus Daniell /  Denis Kudla
- Oliver Marach /  Jonny O'Mara → nahradili je  Fabrice Martin /  Jonny O'Mara

v průběhu turnaje
- Nick Kyrgios /  Michail Pervolarakis
- Nikola Mektić /  Mate Pavić

## Ženská dvouhra

### Nasazení
| Stát                         | Hráčka              | WTA | Nasazení |
| ---------------------------- | ------------------- | --- | -------- |
| Austrálie                    | Ashleigh Bartyová   | 1.  | 1.       |
| Španělsko                    | Garbiñe Muguruzaová | 3.  | 2.       |
| Česko                        | Barbora Krejčíková  | 5.  | 3.       |
| Estonsko                     | Anett Kontaveitová  | 7.  | 4.       |
| Španělsko                    | Paula Badosová      | 8.  | 5.       |
| Polsko                       | Iga Świąteková      | 9.  | 6.       |
| Tunisko                      | Ons Džabúrová       | 10. | 7.       |
| USA                          | Sofia Keninová      | 12. | 8.       |
| Kazachstán                   | Jelena Rybakinová   | 14. | 9.       |
| Žebříček WTA k 3. lednu 2022 |                     |     |          |

### Jiné formy účasti
Následující hráčky obdržely divokou kartu do hlavní soutěže:
- Priscilla Honová
- Astra Sharmaová

Následující hráčky postoupily z kvalifikace:
- Magdalena Fręchová
- Beatriz Haddad Maiová
- Giuliana Olmosová
- Elena-Gabriela Ruseová
- Anna Karolína Schmiedlová
- Ena Šibaharaová

Následující hráčky postoupily z kvalifikace jako šťastné poražené:
- Océane Dodinová
- Fiona Ferrová

### Odhlášení
před zahájením turnaje
- Ashleigh Bartyová → nahrada ji  Fiona Ferrová
- Leylah Fernandezová → nahradila ji  Ajla Tomljanovićová
- Simona Halepová → nahradila ji  Čang Šuaj
- Angelique Kerberová → nahradila ji  Darja Kasatkinová
- Anastasija Pavljučenkovová → nahradila ji  Jekatěrina Alexandrovová
- Maria Sakkariová → nahradila ji  Jeļena Ostapenková
- Iga Świąteková → nahradila ji  Océane Dodinová

## Ženská čtyřhra

### Nasazení
| Stát                                                                                  | Hráčka             | Stát     | Hráčka                         | WTA | Nasazení |
| ------------------------------------------------------------------------------------- | ------------------ | -------- | ------------------------------ | --- | -------- |
| Česko                                                                                 | Barbora Krejčíková | Čína     | Čang Šuaj                      | 10  | 1        |
| Japonsko                                                                              | Šúko Aojamová      | Japonsko | Ena Šibaharaová                | 10  | 2        |
| Kanada                                                                                | Gabriela Dabrowská | Mexiko   | Giuliana Olmosová              | 25  | 3        |
| Chile                                                                                 | Alexa Guarachiová  | USA      | Nicole Melicharová-Martinezová | 25  | 4        |
| Žebříček WTA k 3. lednu 2022; číslo je součtem žebříčkového postavení obou členů páru |                    |          |                                |     |          |

### Jiné formy účasti
Následující páry obdržely divokou kartu do čtyřhry:
- Isabella Bozicevicová /  Alexandra Osborneová
- Michaela Haetová /  Lisa Maysová

### Odhlášení
před zahájením turnaje
- Anna Bondárová /  Arantxa Rusová → nahradily je  Arantxa Rusová /  Astra Sharmaová
- Natela Dzalamidzeová /  Věra Zvonarevová → nahradily je  Jekatěrina Alexandrovová /  Natela Dzalamidzeová
- Darija Juraková Schreiberová /  Andreja Klepačová → nahradily je  Darija Juraková Schreiberová /  Desirae Krawczyková
- Desirae Krawczyková /  Bethanie Matteková-Sandsová → nahradily je  Alison Baiová /  Alicia Smithová
- Jessica Pegulaová /  Storm Sandersová → nahradily je  Vivian Heisenová /  Panna Udvardyová
- Samantha Stosurová /  Čang Šuaj → nahradily je  Barbora Krejčíková /  Čang Šuaj

## Přehled finále

### Mužská dvouhra
- Aslan Karacev vs.  Andy Murray, 6–3, 6–3

### Ženská dvouhra
- Paula Badosová vs.  Barbora Krejčíková, 6–3, 4–6, 7–6(7–4)

### Mužská čtyřhra
- John Peers /  Filip Polášek vs.  Simone Bolelli /  Fabio Fognini, 7–5, 7–5

### Ženská čtyřhra
- Anna Danilinová /  Beatriz Haddad Maiová vs.  Vivian Heisenová /  Panna Udvardyová, 4–6, 7–5, [10–8]